# José María Álvarez Prado
José María Álvarez Prado fue un político jujeño, legislador provincial y nacional en varias oportunidades, gobernador de su provincia natal.

## Biografía
José María Álvarez Prado nació en Jujuy, hijo del coronel Juan Crisóstomo Álvarez Prado, natural de la ciudad de Orán, provincia de Salta, y que sirvió bajo las órdenes del coronel Segundo Roca en las acciones de Iruya y Monte Negro, y Mercedes Bárcena Mendizabal.

### Revolución de 1870
El 18 de julio de 1870 falleció en el ejercicio del cargo el gobernador Restituto Zenarruza. El presidente de la Legislatura Mariano Iriarte asumió en carácter interino el cargo vacante y de inmediato empezó a trabajar para asegurar las futuras elecciones y obtener el cargo en propiedad. A esos efectos, Iriarte forzó a renunciar a los miembros del poder judicial, movilizó a la Guardia Nacional y amenazó a sus opositores quienes alzaron la candidatura del dos veces gobernador Pedro José Portal. Dice Zinny: "La prensa oficial se convirtió en arma de difamación contra el pueblo, las rentas públicas fueron empleadas en los trabajos electorales del gobierno."
Realizadas las elecciones el 24 de septiembre, los partidarios de Portal solicitaron la intervención federal y la nulidad de las elecciones ante el fraude y violencia ejercidos por el gobernador interino. El 19 de octubre de 1870 estalló la revolución en Tilcara dirigida por José María Álvarez Prado, y el 3 de noviembre, en el combate de León, Iriarte fue vencido, huyendo a Salta, donde solicitó también la intervención federal, mientras su ministro Soriano Alvarado era detenido.

### Revolución de 1874
La situación nacional que desembocaría en la Revolución de 1874 acabaría de momento con el control político del clan de los Sánchez de Bustamante, quienes mantuvieron su apoyo a Bartolomé Mitre pese al apoyo que el ejército nacional brindaba a la candidatura presidencial de Nicolás Avellaneda en las provincias del norte. 
La facción opositora que surgió, liderada por José María Álvarez Prado y Cástulo Aparicio venció al gobernador Teófilo Sánchez de Bustamante en las elecciones del 1 de febrero de 1874. Sánchez de Bustamante suspendió la elección en dos departamentos (Capital y Perico del Carmen) y cuando se efectuó el 14 de febrero triunfó el candidato oficialista. La Legislatura dio por vencedor a Aparicio considerando que el gobernador no podía suspender elecciones mientras los adictos a Aparicio se levantaban en armas. Bustamante delegó el gobierno y marchó en busca de los rebeldes pero fue detenido el 27 de febrero en Volcán por sus adversarios encabezados por José María Álvarez Prado, quienes lo obligaron a firmar su dimisión.
Al día siguiente de la detención de Teófilo Sánchez de Bustamante, los sediciosos reunieron la legislatura, exigiéndole que aceptase la renuncia de dicho mandatario. Acto seguido su presidente Antonio Mas Oller asumió como gobernador interino el 28 de febrero de 1874, convocando a elecciones de electores que constituidos en asamblea nombraron el 20 de abril como gobernador propietario a José María Álvarez Prado, quien asumió el 25 de abril de 1874.

### Rebelión en la Puna
En 1872  el gobierno jujueño revocó los supuestos derechos de propiedad del ciudadano  boliviano, Fernando Campero, quien no pudo acreditar la posesión de sus fincas en la Puna, mediante un título de propiedad legítimo, conforme a la nueva legislación argentina. Campero era el principal terrateniente de la provincia en tanto heredero a través de su padre, Juan José Feliciano Fernández Campero, de la encomienda de Cochinoca y Casabindo, propiedades que constituían parte del mayorazgo que incluía el título de Marqués del Valle de Tojo, concedido el 25 de junio de 1705 por el rey Felipe V de España a Don Juan José Fernández-Campero de Herrera.  El título había desaparecido en 1813 por ley de la Asamblea del Año XIII, no así las propiedades que continuaban bajo el control de los miembros de la Familia Campero. No obstante la decisión del gobierno jujueño, la situación estaba lejos de resolverse: en 1873 el cacique indígena Anastasio Inca elevó al nuevo gobernador Teófilo Sánchez de Bustamante un escrito redactado por el líder indígena José María Maidana por el cual reclamaba por los injustos arrendamientos pagados por su gente a los representantes de Fernando María Campero Barragán y los otros terratenientes de la Puna.
Sánchez de Bustamante ofreció una solución al problema de la tenencia de las tierras en la Puna jujeña ofreciendo la entrega de títulos de propiedad a cambio del pago de cánones por parte de los indios en concepto de arriendo para los terratenientes. 
La imposibilidad de pagar el canon y el temor de verse expulsados impulsó una revuelta dirigida por el coronel Laureano Saravia que llegó a ocupar los pueblos de Casabindo, Cochinoca, Rinconada y Santa Catalina. Sánchez de Bustamante inició contactos con los líderes de la revuelta y planeaba declarar a las tierras de la Puna como fiscales para evitar la necesidad del canon cuando su gobierno llegó a su abrupto fin.
Considerando que la situación de violencia en la Puna tenía su origen en las medidas de Sánchez de Bustamante resolvió dejarlas sin efecto restituyendo los bienes, lo que hizo efectivo por decreto del 3 de julio de 1874 provocando un levantamiento general de la Puna.
A fines de noviembre marchó al frente de un escuadrón de aproximadamente 300 hombres. Los puneños de los departamentos de Yavi, Santa Catalina, Rinconada y Cochinoca se concentraron en las cercanías de Abra Pampa encabezados por Laureano Saravia, Anastasio Inca, Federico Zurita, Benjamín Gonza y José María Maidana.
El 3 de diciembre de 1874 en la Batalla de Abra de la Cruz, en Cochinoca, Álvarez Prado fue derrotado y estuvo a punto de ser capturado.
Tras replegarse al sur, Álvarez Prado solicitó refuerzos al gobierno nacional quien cursó órdenes al gobierno de la provincia de Salta para que enviara tropas. Salta envió un batallón de guardias nacionales al mando del ministro de gobierno Segundo Linares y un regimiento del Ejército Nacional de Línea al mando de Napoleón Uriburu. Las tropas de Álvarez Prado sumaban ahora 700 hombres concentrados en Quera, cercana a la actual Cochinoca, y 300 de reserva en Puesto del Marqués. 
Por su parte, los rebeldes permanecían concentrados en el cerro de Quera y contaban con 800 combatientes, que sólo disponían de trescientas armas de fuego. Fracasados los intentos de negociar, el 4 de enero de 1875 en la Batalla de Quera Álvarez Prado derrotó a los rebeldes, cuyo comandante Saravia huyó apenas iniciada la batalla.
Los rebeldes tuvieron 134 muertos, incluyendo a sus líderes Federico Zurita y Benjamín Gonza, mientras que las tropas provinciales tuvieron 29 muertos y 44 heridos. Luego de la Batalla de Quera los cuatro departamentos de la puna fueron ocupados militarmente, las autoridades repuestas y los implicados juzgados y algunos ejecutados.
En julio de 1875 Álvarez Prado designaba a su suegro José Benito de la Bárcena como apoderado ante la Corte Suprema a los efectos de resolver la cuestión de fondo, relativa a la posesión de las tierras que se encontraban en los límites de las antiguas encomiendas de Cochinoca y Casabindo.
Los seguidores de Sánchez de Bustamante denunciaron en Jujuy y en la prensa de la ciudad de Buenos Aires que el verdadero autor del decreto del 3 de julio había sido el boliviano Eugenio Caballero, abogado de Fernando Campero, y que la medida recompensaba el apoyo que el terrateniente había prestado en el derrocamiento del gobierno anterior, ademád de alegar que la resolución de las acciones legales planteadas ante la Suprema Corte había sido ya acordada por las partes en reuniones secretas: a cambio de una suma de dinero la provincia debía renunciar a la propiedad de las tierras a favor de Campero.
José Sánchez de Bustamante, sobrino del gobernador depuesto, publicó una larga colección de artículos en La Nación y en La Prensa denunciando lo sucedido y atacando los títulos de Fernando Campero,  cuestionando que la encomienda nunca había implicado la propiedad de la tierra, que Campero no había aportado ninguna prueba documental que sustentara sus derechos, que el traspaso de Cochinoca y Casabindo redundaba en beneficio para la provincia ya que los arriendos pasarían al fisco, que las fincas en disputa limitaban con Bolivia y eran reclamadas por un ciudadano boliviano que había tenido una actitud hostil a la provincia en la guerra entre la Confederación Argentina y la Confederación Perú-Boliviana por lo que su incorporación consolidaría la "integridad territorial" de la provincia. Fernando Campero respondió a estos argumentos mediante notas publicadas en diarios opositores a Sánchez de Bustamente, tanto en Buenos Aires como en Jujuy. 
Ante este situación, en febrero de 1876 Álvarez Prado se vio obligado a iniciar el juicio que sería resuelto por la Corte a favor de la provincia a comienzos de 1877. Este fallo de la Corte Suprema de Justicia de la Nación, declaró caducas e incompatibles con el régimen de propiedad vigente, la figura colonial de las encomiendas, por lo que los derechos esgrimidos por Fernando María Campero Barragán no poseían entidad alguna bajo el nuevo orden jurídico del Código Civil de Dalmacio Vélez Sarfield. Las propiedades del antiguo Marquesado de Yavi, o de Tojo,  fueron declaradas fiscales, sin derecho a indemnización alguna a favor de Fernando Campero,  iniciándose un proceso de apoderamiento por parte de los otros terratenientes jujeños, que a la larga favorecieron a una nueva clase de propietarios que desplazaron a los pueblos indígenas, pérjudicando sus reclamos originales.

### Crisis de 1878
El 25 de abril de 1876 entregó el gobierno a su sucesor y aliado Cástulo Aparicio, convirtiéndose en su ministro entre el 23 de octubre y el 2 de diciembre de 1876.
Para entonces la facción que había depuesto en 1874 a los Sánchez Bustamante y sus aliados (los "conspicuos", encabezados por Plácido Sánchez de Bustamante) se había dividido en dos grupos que competían por los cargos provinciales y nacionales. El primero era encabezado por José Benito Bárcena y alineaba a José María Álvarez Prado y a Pablo Carrillo. El segundo era liderado por Cástulo Aparicio, secundado el ministro Domingo T. Pérez. 
En 1877 fue elegido diputado ante la Legislatura en representación del departamento Capital. En febrero, estalló la crisis por la elección del representante ante el Senador Nacional prevista para el 26 de ese mes.
Ante los intentos de Aparicio de amedrentar a los legisladores empleando la milicia provincial, el presidente de la Legislatura Antonio Mas Oller solicitó del comandante del Regimiento 12 de Línea Napoleón Uriburu la protección de las fuerzas nacionales. Aparicio detuvo a Mas Oller pero el 22 de febrero las tropas nacionales entraban a la ciudad de Jujuy. Las elecciones dieron por ganador a Bárcena y Carrillo, lo que convalidó el Senado.
Reintegrado Aparicio al gobierno, apoyó para sucederlo a Martín Torino, Jefe de Policía de Salta, quien en 1877 había sido comisario en San Pedro y Ledesma donde tenía propiedades.
La noche anterior a las elecciones de electores unos 200 partidarios de Bárcena reunidos en casa de una partidaria fueron atacados por agentes de la policía y militantes del oficialista Club del Pueblo. Catorce militantes opositores fueron muertos y muchos resultaron heridos. Plácido Sánchez de Bustamante describiría lo sucedido: "salieron del Principal á media noche á recorrer algunas calles, el Gefe de Policía, el Comandante del Principal, el Ayudante del Gobernador, el juez Civil de primera instancia, el ex-Ministro de Gobierno y otros, todos armados de remington encabezando el piquete ó fuerza pública del cuartel y un grupo de gente del pueblo, armados todos del mismo modo, y parándose al frente de la casa que ocupaban sus opositores hicieron astillas á balazos sus puertas y fusilaron, asesinando atrozmente a cuantos trataron de resistir, hasta que, acribillados á balazos, saltaron por paredes y techos dispersándose. Allí quedaron algunos muertos y muchos heridos de los que algunos fueron llevados al hospital. A este atentado, que no tiene ejemplo ni antecedentes en las luchas de nuestras largas guerras civiles, se le quiere llamar choque de dos Clubs, como si la fuerza pública encabezada por sus gefes militares pudiera llamarse un Club. Con este antecedente sangriento tuvo lugar la elección del 23 de febrero en esta ciudad."
A comienzos de marzo la mayoría legislativa, incluyendo a Álvarez Prado, se refugió en Salta desde donde solicitaron una nueva intervención federal mientras la minoría destituía por inasistencia a la mayoría opositora y Aparicio convocaba a nuevas elecciones de legisladores y electores.  
Avellaneda decidió posponer la intervención e intentar la mediación de Ibarguren, quien fracasó en sus gestiones por la intransigencia de Aparicio, informando al ministro del Interior Bernardo de Irigoyen que "la situación de Jujuy no puede hallarse en peores condiciones. Los hechos ocurridos han tenido profundamente ajitados los animos. Nadie, com escepcion del círculo del Gobierno, acepta como legal el procedimiento de la minoría; pues hasta dos de los Diputados que habían estado siempre al lado del Gobierno en todas las cuestiones anteriores, se han separado de él y se han negado á concurrir á la nueva Legislatura, cuya legitimidad desconocen. Dados estos antecedentes temo, Exmo. Señor, que un gobernante nacido de este nuevo orden de cosas, no llevaría al gobierno ni el prestigio de la opinión, ni el de la ley y que, en concepto de todos, seria un gobernante de hecho, sea causa de graves trastornos en la Provincia."
El 10 de abril la nueva legislatura en concurso con los electores eligieron a Martín Torino como nuevo gobernador de la provincia. Los intentos de formar una coalición de gobernadores de cara a las elecciones presidenciales de 1880 impidieron se aprobara la intervención. Finalmente, la situación permitió el regreso a la arena política del clan Sánchez de Bustamante. Tras el fracaso de la revolución del 12 de mayo de 1879, un segundo movimiento el 24 de septiembre consiguió deponer a Torino y provocar la intervención a la provincia.

### Carrera posterior
En 1880 por decreto del interventor nacional Uladislao Frías Álvarez Prado fue restituido en su cargo.
En 1881 fue elegido diputado por el Departamento de Humahuaca y al finalizar su mandato en 1884 fue nuevamente electo por la Capital.
Durante ese período fue presidente de la Comisión Permanente de la Legislatura en los años 1882, 1883 y 1884 y de la Cámara en 1884 y 1885. 
El 15 de abril de 1885 renunció a su banca al ser electo gobernador en reemplazo de Eugenio Tello, asumiendo el 1 de mayo de 1885.
Ante la amenaza de una epidemia de cólera, creó una comisión de higiene destinada a adoptar las medidas necesarias para evitar la introducción de la peste en la provincia y de ser necesario combatirla.
El 1 de mayo de 1887 entregó el mando a su tío Pedro José Álvarez Prado.
Fue diputado nacional entre 1888 y 1892, siendo simultáneamente representante ante la legislatura provincial por el Departamento de Valle Grande (1888 a 1890) y por el Departamento de Tilcara (1891 a 1893). 
Falleció en San Salvador de Jujuy el 14 de octubre de 1894. Estaba casado con Filomena Margarita Padilla Bárcena. Era hermano del diputado Tiburcio Álvarez Prado.